# Mistrzostwa Świata w Podnoszeniu Ciężarów 2013 (53 kg kobiet)
53 kg kobiet – jedna z konkurencji rozgrywanych podczas Mistrzostw Świata w Podnoszeniu Ciężarów 2013. Rywalizacja w tej konkurencji odbyła się 21 października.

## Rekordy świata
| Konkurencja | Wynik  | Zawodnik           | Data                   | Miejsce |
| ----------- | ------ | ------------------ | ---------------------- | ------- |
| Rwanie      | 103 kg | Li Ping            | 14 listopada 2010(dts) | Kanton  |
| Podrzut     | 131 kg | Zülfija Czinszanło | 29 lipca 2012(dts)     | Londyn  |
| Dwubój      | 230 kg | Li Ping            | 14 listopada 2010(dts) | Kanton  |

## Program
| Data                 | Godzina | Grupa   |
| -------------------- | ------- | ------- |
| 21 października 2013 | 12:00   | Grupa B |
| 21 października 2013 | 16:55   | Grupa A |

## Medaliści
| Konkurencja | Złoto    | Wynik | Srebro        | Wynik | Brąz            | Wynik |
| Rwanie      | Li Yajun | 100   | Cristina Iovu | 100   | Sopita Tanasan  | 91    |
| Podrzut     | Li Yajun | 121   | Cristina Iovu | 121   | Kittima Sutanan | 114   |
| Dwubój      | Li Yajun | 221   | Cristina Iovu | 221   | Sopita Tanasan  | 203   |

## Wyniki
| Poz. | Zawodniczka           | Reprezentacja | Grupa | Waga  | Rwanie | Rwanie | Rwanie | Rwanie | Podrzut | Podrzut | Podrzut | Podrzut | Razem |
| Poz. | Zawodniczka           | Reprezentacja | Grupa | Waga  | 1      | 2      | 3      | Poz.   | 1       | 2       | 3       | Poz.    | Razem |
| ---- | --------------------- | ------------- | ----- | ----- | ------ | ------ | ------ | ------ | ------- | ------- | ------- | ------- | ----- |
| 1.   | Li Yajun              | Chiny         | A     | 52,39 | 95     | 100    | 104    | 1.     | 115     | 120     | 121     | 1.      | 221   |
| 2.   | Cristina Iovu         | Azerbejdżan   | A     | 52,73 | 93     | 96     | 100    | 2.     | 113     | 120     | 121     | 2.      | 221   |
| 3.   | Sopita Tanasan        | Tajlandia     | A     | 52,73 | 85     | 89     | 91     | 3.     | 109     | 112     | 113     | 5.      | 203   |
| 4.   | Kittima Sutanan       | Tajlandia     | A     | 52,88 | 86     | 90     | 91     | 6.     | 110     | 114     | 118     | 3.      | 200   |
| 5.   | Rusmeris Villar       | Kolumbia      | A     | 52,37 | 85     | 88     | 88     | 8.     | 110     | 110     | 112     | 4.      | 197   |
| 6.   | Julia Paratowa        | Ukraina       | A     | 52,46 | 90     | 92     | 92     | 4.     | 105     | 110     | 112     | 9.      | 195   |
| 7.   | Margarita Mercado     | Kolumbia      | A     | 52,90 | 87     | 90     | 90     | 5.     | 108     | 108     | 109     | 7.      | 195   |
| 8.   | Marina Sisoeva        | Uzbekistan    | B     | 52,79 | 77     | 80     | 82     | 10.    | 100     | 105     | 108     | 6.      | 190   |
| 9.   | Margarita Yelissejewa | Kazachstan    | B     | 51,77 | 80     | 85     | 85     | 7.     | 97      | 101     | 104     | 10.     | 186   |
| 10.  | Hiromi Miyake         | Japonia       | A     | 49,17 | 80     | 83     | 83     | 11.    | 105     | 110     | 110     | 8.      | 185   |
| 11.  | Rosane Santos         | Brazylia      | B     | 52,61 | 80     | 80     | 85     | 9.     | 92      | 92      | 97      | 11.     | 182   |
| 12.  | Sharifah Inani Najwa  | Malezja       | B     | 52,60 | 72     | 72     | 76     | 14.    | 90      | 95      | 95      | 12.     | 167   |
| 13.  | Amandeep Kaur         | Indie         | B     | 52,52 | 70     | 73     | 73     | 13.    | 90      | 90      | 93      | 13.     | 163   |
| —    | Ayşegül Çoban         | Turcja        | A     | 52,70 | 77     | 80     | 80     | 12.    | 111     | 111     | 111     | —       | —     |
| —    | Lena Berntsson        | Szwecja       | B     | 52,55 | 70     | 70     | 70     | —      | 85      | 88      | 88      | 14.     | —     |